# TD 볼파크
TD 볼파크(TD Ballpark)은 미국 플로리다주 더니딘에 위치한 야구장이다. MLB 토론토 블루제이스의 스프링 트레이닝 장소이다.